# Герб Горохова
Герб Горохова та Горохівськолї громади — офіційний символ міста Горохів. Затведжений рішенням сесії Горохівської міської ради  2022 року. 

## Опис
Герб Горохівської громади являє собою заокруглений донизу щит: в червоному полі на зеленій горбистій основі срібна міська брама з трьома зубцями. Посеред відкритої брами – герб Волині (в червоному полі срібний рівнораменний хрест, що торкається краями полів). У нижній частині герба (основі) - зелене двогір’я, посередині якого – срібна підкова вухами догори. Герб вписаний у декоративний картуш та доповнений внизу колоссям та квітами. Картуш увінчує «міська» срібна корона, що додатково підкреслює статус адміністративного центру Горохівської громади. Для декоративного вжитку герб може бути доповнений девізною стрічкою з назвою адміністративного-територіального об’єднання.

## Значення символів
За основу герба Горохова взято вже сформований впізнаваний графічний стереотип, тобто міська брама (арка). Також, сформована місцевими краєзнавцями думка (зокрема Леонідом Чучманом) –«Горохів – південні ворота Волині». Крім того відкриті ворота в геральдиці символ гостинності та доброзичливості.
Зелена горбиста основа – пагорби, природній ландшафт в якому знаходиться поселення. Також за однією з легенд назва Горохова походить від словосполучення «гори» і «ховатися». Тобто герб частково називний (відтворює назву населеного пункту).
Срібна підкова – символ успіху і щастя. Колосся та квіти на картуші відображають стратегічне бачення Горохівської громади – «Квітучий край прекрасної Волині».

## Історія
Про найдавніші герби Горохова на жаль нічого невідомо. Але на ті, що збереглись можна подивитись. Публікацією про герби міста поділились «Хроніки Любарта»
Припускають, що місто могло користуватися гербами власників Сангушків.
Є відомості уже з передвоєнного періоду ХХ столітті. Цей герб був розроблений на початку 1930-х років. В основі – герб колишніх власників Стройновських.
У радянський час місто не отримало герба. На початку незалежності був затверджений герб.